# Most (filme)
Most é um filme de drama tcheco de 2003 dirigido e escrito por Bobby Garabedian e William Zabka. Foi indicado ao Oscar de melhor curta-metragem em live action na edição de 2004.

## Elenco
- Vladimir Javorsky
- Lada Ondrej
- Linda Rybova
- Chloe Wilson